# Halictus constrictus
Halictus constrictus är en biart som beskrevs av Smith 1853. Halictus constrictus ingår i släktet bandbin, och familjen vägbin. Inga underarter finns listade i Catalogue of Life.